# Larimar

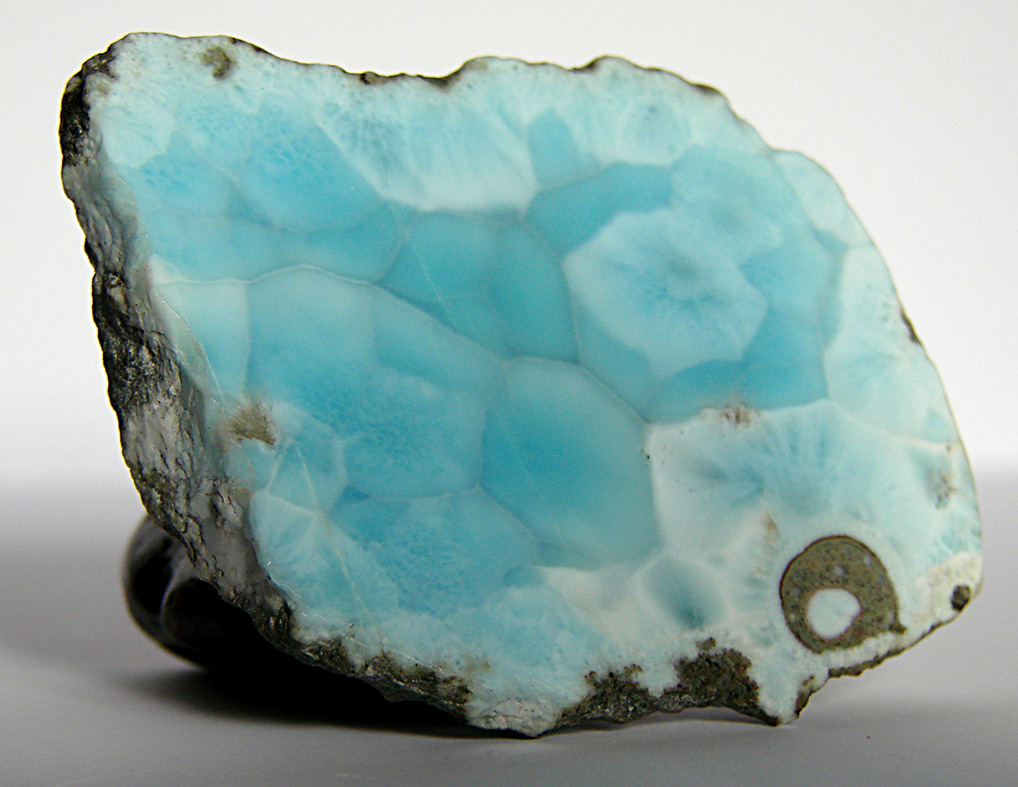
Mineral larimar

El larimar es una rara variedad de pectolita, encontrada solo en la provincia de Barahona en la región sur de la República Dominicana. Su coloración varía en una gama que contiene blanco, azul claro, azul verdoso y azul profundo.

## Historia
En 1916, según datos históricos recolectados por las autoridades mineras dominicanas, el sacerdote Miguel Domingo Fuertes Loren, quien en ese entonces era párroco de Barahona, fue el primero en descubrir la roca azul. El 29 de noviembre del mismo año, solicitó un permiso para explorar y explotar la mina, pero este fue rechazado ya que en el país no se conocía este tipo de pectolita.
En 1974 en una playa de la costa de Barahona, Miguel Méndez y Norman Rilling, un voluntario del Cuerpo de Paz, redescubrieron el larimar. Los habitantes de la zona que pensaban que esta roca provenía del mar, la llamaron Roca Azul. Las pocas rocas que encontraron eran restos que habían sido arrastrados hasta el mar por el Río Bahoruco. Luego de una búsqueda, se encontró el origen de las rocas, que se convirtió en la mina Los Chupaderos. Este lugar es el mismo que había encontrado el sacerdote en 1916.
Fue declarada piedra nacional de la República Dominicana en el año 2011 con la Ley n.º 296 del 4 de noviembre de ese año. Esta gema constituye un símbolo de la identidad y patrimonio cultural de la nación.
A través de la ley se designa que los ministerios de Energía y Minas, Medio Ambiente y Recursos Naturales, Cultura y Turismo, asignarán parte de su presupuesto para realizar actividades que promuevan nacional e internacionalmente el larimar como piedra semipreciosa que identifica al país 
En 2018 el Congreso Nacional declaró el 22 de noviembre de cada año como “Día Nacional del Larimar”, mediante la Ley n.º 17 del 23 de abril de 2018.

## Geología
El larimar es una variedad de pectolita compuesta por un hidrato de silicato ácido de calcio y sodio. Aparece asociada a rocas volcánicas (andesitas y basaltos) del sur de la isla, originadas en el Mioceno. Aunque se han encontrado muchas pectolitas en diversos lugares del mundo, ninguna posee la coloración del larimar. Este color azul, diferente al de otras rocas, es el resultado de una sustitución de calcio por cobre.

### Los Chupaderos
Esta mina de larimar está ubicada a unos 10 kilómetros de la ciudad de Barahona, en la región suroeste de la República Dominicana.

## Joyería
La joyería en larimar está disponible en República Dominicana y en otros lugares del Caribe. La mayoría es producida en plata aunque también algunas se fabrican con oro.  
La calidad depende de la coloración. Blanco es baja calidad, azul volcánico es de alta calidad. La joyería de alta calidad utiliza gemas que dan su color entre azul cielo y azul volcánico. La coloración verdosa no tiene buena recepción por lo cual no es muy vendida, a menos que se trate de un verde muy intenso. Algunas rocas de larimar poseen trazos de color rojo, lo que indica la presencia de hierro.

## Especificaciones
- Nombre: Larimar.
- Familia: Pectolita.
  - Variedad de: Pectolita, NaCa2Si3O8(OH), Hidróxido de Silicato de Calcio y Sodio
- Composición: Hidrato de Silicato de Calcio y Sodio con Magnesio.
- Origen: Caribe
- Dureza: 4,5-5.
- Color: varía entre blanco, azul claro, azul celeste, verde-azul y azul profundo.
- Usos: Piedras ornamentales y semipreciosas.[3][4]

## Visualiza también
- Minerales